# 呂本
吕本（1504年—1587年），字汝立，號後屏、南渠，又号期斋，浙江紹興府餘姚縣人。明朝政治人物，嘉靖進士。官至武英殿大學士。

## 生平
其家族明初更定图籍時误作姓李，嘉靖十一年（1532年）成进士，之後復改原姓，授庶吉士。曾主持顺天乡试，晋升南京国子监祭酒。嘉靖二十八年（1549年）二月，以少詹事兼翰林学士身分入阁参预机务。嘉靖二十九年（1550年）晋升为东阁大学士。嘉靖三十二年（1553年）任礼部尚书。嘉靖三十三年（1554年）进太子太保兼文渊阁大学士。嘉靖三十五年（1556年）晋升少保、武英殿大学士，兼管吏部部务。嘉靖四十年（1561年），因母喪退职还乡。呂本迎合權臣嚴嵩，嚴嵩敗，呂本亦未能復出。万历十五年（1587年），老死家中，享年八十四岁。卒赠太傅，谥文安。

## 著作
著有《四明先贤记》。工诗文，有《期斋集》十四卷。

## 遗迹
- 明武英殿大学士吕本墓，旧时人称吕阁老墓。位于浙江省牟山镇，于1990年被重新考古发现。
- 吕府十三厅（即“吕阁老老宅”）

## 延伸阅读
[在维基数据编辑]
 《明史卷三百》，出自《明史》
 《國朝獻徵錄·卷之十六》，出自焦竑《國朝獻徵錄》